# Espacio de Virchow-Robin
El espacio de Virchow-Robin es una estructura llena de líquido intersticial ubicada en el cerebro y revestida por células piales que acompañan a las arterias y arteriolas penetrantes cuando ingresan a la sustancia cerebral. Es una estructura fisiológica en el parénquima cerebral normal. En el cerebro aparecen varios, como espacios perivasculares que son extensiones del espacio subaracnoideo y acompañan a los vasos perforantes del cerebro.
Está delimitado hacia dentro por la adventicia de los vasos y hacia fuera por una capa de células mesenquimáticas que aparece como extensión de la piamadre, existe sólo hasta el nivel arteriolar. Normalmente están localizados en los ganglios del tronco del encéfalo, el mesencéfalo y la sustancia blanca del cerebro. Son varias cavidades llenas de líquido perivascular que rodean las arterias y venas perforantes en el parénquima cerebral.
Se los llamó espacios de Virchow-Robin en honor al patólogo alemán Rudolf Virchow y al anatomista francés Charles Philippe Robin, que fueron quienes los descubrieron.

## Normalidad

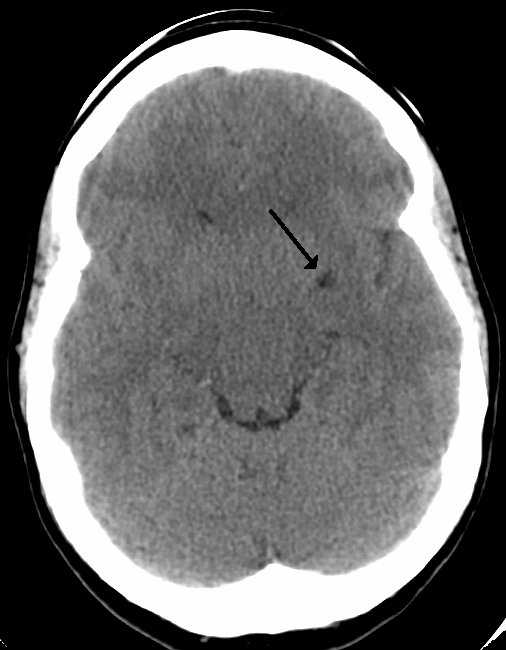

En personas sanas, los espacios de Virchow-Robin son estructuras anatómicas normales que suelen medir entre 2 y de 5 mm de diámetro.
Se supone que contienen líquido intersticial lleno de macrófagos y desempeñan un papel importante en el drenaje del líquido intersticial hacia el sistema linfático cervical.
Son una estructuras fisiológicas en el parénquima cerebral normal. Consisten en espacios perivasculares que rodean a las arterias perforantes del cerebro, y se debe pensar siempre en ellos al visualizar estructuras quísticas en la sustancia blanca del cerebro y ganglios basales, redondeadas o alargadas, siguiendo el trayecto de los vasos perforantes.Se pueden observar a través de una resonancia magnética cerebral. Allí las características morfológicas de imagen de los espacios de Virchow-Robin son áreas redondas o tubulares, de bordes suaves.

## Patología
En ocasiones pueden crecer y convertirse en gigantes espacios de Virchow-Robin.Al agrandarse y convertirse en espacios gigantes de Virchow-Robin producen un efecto de masa que puede traer diversos síntomas neurológicos.En casos anormales se relacionan con diversas patologías neurológicas neurodegenerativas, como la enfermedad de Alzheimer, las enfermedades cerebrovasculares y las lesiones cerebrales traumáticas,ictus, esclerosis múltiple, angiopatía amiloidea cerebral, e hidrocefalia.Incluso se ha descrito un caso de neuralgia del trigémino secundaria a los espacios de Virchow-Robin gigantes en el área dorsal pontino.